# Bluesman
《Bluesman》是日本音樂組合B'z的吉他手松本孝弘的第12張原創專輯。於2020年9月2日由VERMILLION RECORDS發行。

## 概要
本作是松本孝弘自前作『enigma』以來，睽違約4年的SOLO原創專輯。收錄了包含作為冰上表演『氷艶 hyoen 2019 -月光かりの如く-』主題曲先行公開的「月光かりの如く」（宛如月光），以及冰室京介參與了作詞與主唱的「Actually」等全13首歌曲。
2020年8月29日，在B'z Official YouTube Channel現場直播了松本親自談論本作的特別節目『Tak Matsumoto "Bluesman" YouTube Live』。

## 發行形態
通常盤
僅含CD的形態。
初回生產限定盤
CD＋DVD＋原創T恤&吉他撥片的形態。在DVD中收錄了「Waltz in Blue」的MUSIC VIDEO。
黑膠唱片
LP2枚組。

## 收錄曲
1. (3:38)
「AZB 10」意指麻布十番[9][10]。
2. (4:00)
冰室京介參與了作詞與主唱[6][7]。
3. (5:28)
4. (3:22)
5. （Rainy Monday Blues 〜 荊棘之道）(4:20)
6. （宛如月光）(7:36)
本曲是專為作為冰上表演（英语：Ice show）『氷艶 hyoen 2019 -月光かりの如く-』主題曲全新創作的樂曲。製作時是攜帶著腳本兼演出家宮本亞門（日语：宮本亞門）給的演出企劃進行錄音，並在錄音過程中和宮本交換有關樂曲長度及樂器指定等信息[11]。
松本根據商業搭配方想放入胡琴之要求，自專輯『華（日语：華 (松本孝弘のアルバム)）』以來，參與了二胡演奏家陳敏。松本高度讚揚了陳敏的音色表示「真的很美麗，能感受到融入了靈魂[原文 1]」[12]。
7. (3:03)
8. (6:28)
9. （煙火）(5:30)
10. (1:21)
11. (3:38)
12. (3:18)
13. (4:08)

## 商業搭配
- 冰上表演（英语：Ice show）『氷艶 hyoen 2019 -月光かりの如く-』主題曲(#6)

## 製作人員
- 松本孝弘：吉他、全曲作曲・編曲
- 冰室京介：主唱(#2)、作詞(#2)
- 松井五郎（日语：松井五郎）：作詞(#2)
- 寺地秀行（日语：寺地秀行）：編曲(#1.6-10.12)
- Yukihide "YT" Takiyama（日语：Yukihide"YT"Takiyama）：編曲(#1-5.13)、Programming（英语：Music sequencer）(#6)、和聲(#2)
- 大賀好修（from Sensation）：編曲(#11)
- Brittany Maccarello：爵士鼓(#1.4)
- Shane Gaalaas（日语：シェーン・ガラース）：爵士鼓(#2.5.11)
- Brian Tichy（英语：Brian Tichy）：爵士鼓(#3.12)
- 玉田豊夢（日语：玉田豊夢）：爵士鼓(#6.8.9.13)
- Steve Billman：貝斯(#1.3-5.12)
- Travis Carlton：貝斯(#2.11)
- 種子田健（日语：種子田健）：貝斯(#6.8.9.13)
- Jeff Babko：風琴(#1.4.10)、Wurlitzer Electric Piano（英语：Wurlitzer electric piano）(#2.3)、Honky Tonk Piano（英语：Tack piano）(#3)、合成器(#10)
- 小野塚晃（日语：小野塚晃）：Rhodes Piano（英语：Rhodes piano）(#5.13)、風琴(#5.8.13)、鋼琴(#6.8.9)
- Greg Vail：次中音＆上低音薩克斯風(#1.2)、薩克斯風(#13)
- Andy Wulf：中音＆上低音薩克斯風(#4)
- Andrew Carney：小號(#1.2)
- 上石統：小號(#4)
- 東條あずさ：長號(#4)
- 高桑英世：篠笛(#6)
- 斉藤ノヴ：打擊樂器(#2.4.9.13)
- MIKA HASHIMOTO with Lime Ladies Orchestra：弦樂器(#3.6-9)
- 陳敏：二胡(#6)

## 腳註

### 出典
1. ↑  . ORICON NEWS. Oricon.   [2020-09-12].
2. ↑  . ORICON NEWS. Oricon.   [2020-09-12]. （原始内容存档于2020-09-09）.
3. ↑  . ORICON NEWS (Oricon). 2020-09-10  [2020-09-11]. （原始内容存档于2020-09-10）.
4. ↑  . Billboard JAPAN. 阪神コンテンツリンク.   [2020-09-11]. （原始内容存档于2020-09-09）.
5. ↑  . 日本唱片協會.   [2021-03-15]. （原始内容存档于2021-03-15）.
6. 1 2  . BARKS (JAPAN MUSIC NETWORK株式會社). 2020-07-10  [2020-07-10]. （原始内容存档于2020-07-10）.
7. 1 2  . 音樂Natalie (株式會社Natasha). 2020-07-10  [2020-07-10]. （原始内容存档于2020-07-10）.
8. ↑  . B'z Official Website. VERMILLION RECORDS. 2020-08-25  [2020-08-29]. （原始内容存档于2020-09-02）.
9. ↑   126. B'z Party. 2020-06.
10. ↑   (2020年9月號). SHINKO MUSIC ENTERTAINMENT: 10.
11. ↑   123. B'z Party. 2019-09.
12. ↑   121. B'z Party. 2019-03.